# Torre de Mirabel

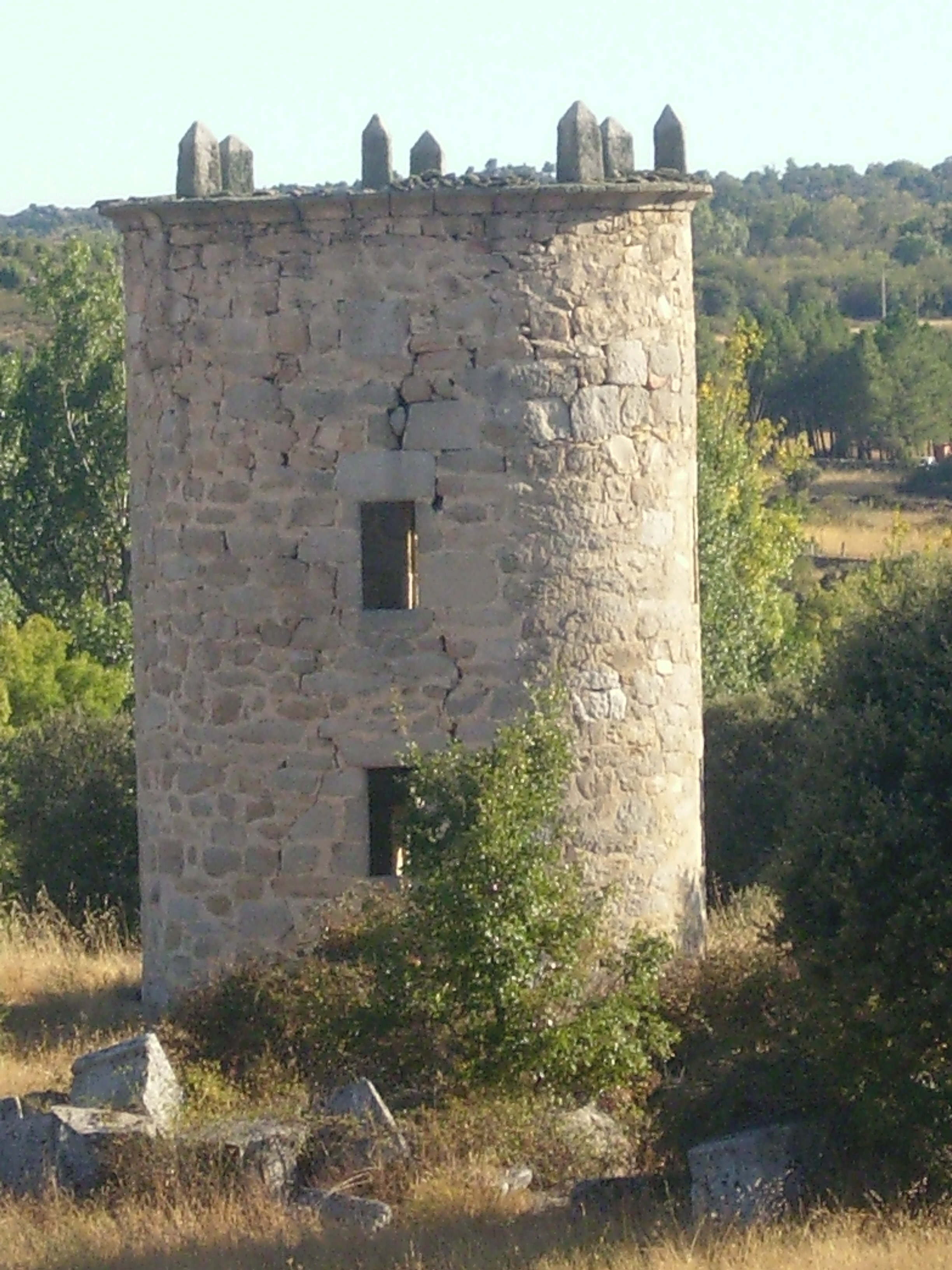
Torre de Mirabel

La torre de Mirabel es un monumento del siglo XVI, que se encuentra en el término de Puentes Viejas, en el vértice septentrional de la Comunidad de Madrid (España). Está ubicada en Mangirón, pedanía del citado municipio, junto al curso bajo del arroyo Jóbalo, uno de los afluentes del río Lozoya, en las proximidades del embalse de El Atazar.

## Historia
A diferencia de la mayor parte de las atalayas fortificadas de la región madrileña, edificadas entre los siglos IX y XI durante el dominio musulmán, la Torre de Mirabel tiene un origen cristiano. Fue levantada en el siglo XVI junto a la desaparecida aldea de Santillana, que dependía del marquesado del mismo nombre. Está situada en un enclave fronterizo, cerca de las lindes que delimitaban las posesiones del ducado de Uceda. 
Su misión era la vigilancia de las dehesas y pastos de la zona, cuya utilización era objeto de constantes disputas por parte de los dos señoríos. A pesar de su aspecto fortificado, no cumplía ninguna función militar, sino que probablemente fue erigida con un carácter disuasorio para evitar el furtivismo y tal vez como refugio esporádico de los guardas de la propiedad.

## Características

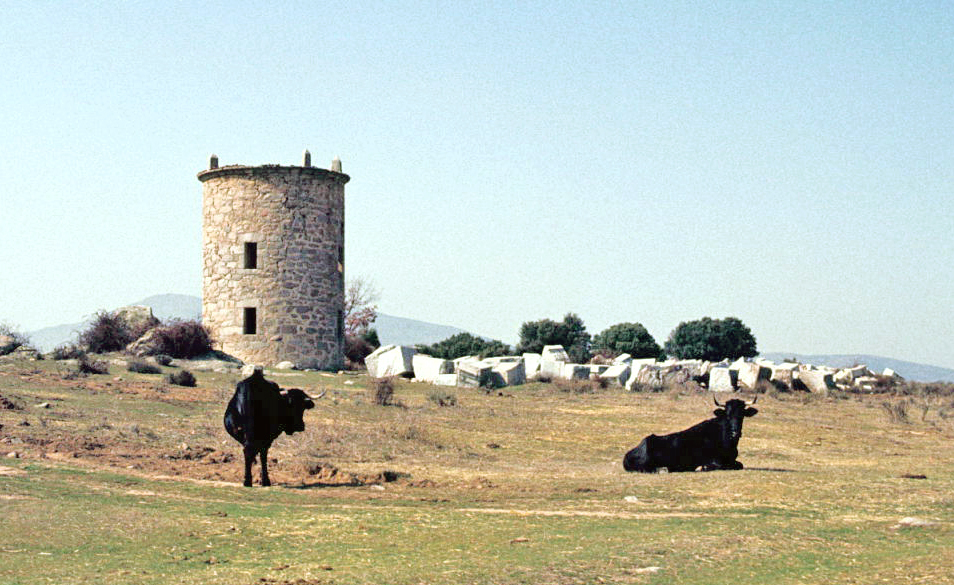
Vista de la torre en 1983

Se trata de una torre cilíndrica, de 7,8 m de longitud y 5,3 de diámetro en la base. Está realizada en mampostería de granito, trabada por una argamasa arenosa. Presenta diferentes elementos ornamentales, caso de un blasón de caliza instalado en la puerta adintelada que permite la entrada, de una moldura que recorre perimetralmente la parte superior, en forma de gola, y de las almenas piramidales que coronan la estructura.
En lo que respecta al interior, la torre es totalmente hueca. Estaba dividida en dos pisos, separados por una techumbre de vigas y tablazón de madera, que no se conserva. La iluminación estaba garantizada mediante tres ventanas cuadradas equidistantes, que daban luz a la planta baja, y cuatro vanos, dispuestos a cada flanco, en la planta alta, que era la principal.